# Xanthomendoza montana
Xanthomendoza montana är en lavart som först beskrevs av L. Lindblom, och fick sitt nu gällande namn av Søchting, Kärnefelt & S. Y. Kondr. Xanthomendoza montana ingår i släktet Xanthomendoza och familjen Teloschistaceae.   Inga underarter finns listade i Catalogue of Life.